# Премия Маркони
Премия Маркони (англ. Marconi Prize) — научная награда Фонда Маркони (Нью-Йорк, США), основанного дочерью Гульельмо Маркони в честь столетия отца. Фондом руководят Дэвид Нил Пейн, Винтон Серф, Федерико Фаджин.
Награда вручается ежегодно с 1975 года за выдающийся вклад в технологии связи. Награда включает 100 тысяч долларов США, скульптуру и звание Marconi Fellow.
Среди награждённых 2 лауреата Нобелевской премии и 5 лауреатов премии Тьюринга, в том числе изобретатели Интернета и Всемирной паутины (Винтон Серф, Тим Бернерс-Ли), разработчики поисковых систем (Сергей Брин, Ларри Пейдж), создатели спутниковой связи (Артур Кларк, Джон Робинсон Пирс), сотовой связи (Мартин Купер) и специалисты по криптографии (Рональд Л. Ривест, Мартин Хеллман и Уитфилд Диффи).
Премия считается аналогом Нобелевской премии для специалистов в области информационных технологий.

## Лауреаты
| Год  | Лауреаты премии                             | Отмеченное достижение (область исследований)                                                   |
| ---- | ------------------------------------------- | ---------------------------------------------------------------------------------------------- |
| 1975 | Киллиан, Джеймс                             | инициировал исследования по социальным функциям радио- и телевещания                           |
| 1976 | Хироси Иносэ                                | Time-slot interchange (англ.)                                                                  |
| 1977 | Шавлов, Артур Леонард                       | лазер и прочие исследования, способствовавшие развитию волоконно-оптической связи              |
| 1978 | Черри, Эдвард Колин                         | телекоммуникации                                                                               |
| 1979 | Пирс, Джон Робинсон                         | спутниковая связь                                                                              |
| 1980 | Яш Пал                                      | спутниковое телевидение в Индии                                                                |
| 1981 | Пейперт, Сеймур                             | использование компьютеров для обучения детей                                                   |
| 1982 | Кларк, Артур Чарльз                         | спутниковая связь                                                                              |
| 1983 | Франческо Карасса                           | радиоэлектроника                                                                               |
| 1984 | Эш, Эрик                                    | устройства на поверхностных акустических волнах                                                |
| 1985 | Као, Чарльз                                 | волоконно-оптическая связь                                                                     |
| 1986 | Клейнрок, Леонард                           | компьютерные сети                                                                              |
| 1987 | Лакки, Роберт                               | Adaptive equalizer (англ.)                                                                     |
| 1988 | Фаджин, Федерико                            | микропроцессор                                                                                 |
| 1989 | Роберт Ноэл Холл (англ.)                    | лазерный диод для волоконно-оптической связи                                                   |
| 1990 | Витерби, Эндрю                              | алгоритм Витерби                                                                               |
| 1991 | Бэран, Пол                                  | коммутация пакетов                                                                             |
| 1992 | Флэнаган, Джеймс Лотон                      | Речевые технологии                                                                             |
| 1993 | Идзуо Хаяси                                 | оптоэлектроника                                                                                |
| 1994 | Кан, Роберт Эллиот                          | ARPANET, Интернет                                                                              |
| 1995 | Зив, Якоб                                   | алгоритм Лемпеля — Зива — Велча                                                                |
| 1996 | Готфрид Унгербёк                            | треллис-модуляция                                                                              |
| 1997 | Форни, Дэвид                                | модем                                                                                          |
| 1998 | Серф, Винтон                                | Интернет                                                                                       |
| 1999 | Мэсси, Джеймс                               | криптография и теория кодирования                                                              |
| 2000 | Хеллман, Мартин и Диффи, Уитфилд            | криптосистема с открытым ключом                                                                |
| 2001 | Когелник, Гервиг Allan Snyder (англ.)       | лазер волоконно-оптическая связь                                                               |
| 2002 | Бернерс-Ли, Тим                             | Всемирная паутина                                                                              |
| 2003 | Меткалф, Роберт Роберт Галлагер             | Ethernet и закон Меткалфа теория информации и компьютерные сети                                |
| 2004 | Брин, Сергей Михайлович и Пейдж, Ларри      | информационный поиск                                                                           |
| 2005 | Берру, Клод                                 | турбо-коды                                                                                     |
| 2006 | Сиоффи, Джон                                | DSL                                                                                            |
| 2007 | Ривест, Рональд Линн                        | криптосистема с открытым ключом                                                                |
| 2008 | Пейн, Дэвид Нил                             | волоконно-оптическая связь                                                                     |
| 2009 | Andrew Chraplyvy и Robert Tkach             | волоконно-оптическая связь                                                                     |
| 2010 | Гешке, Чарльз и Уорнок, Джон                | компьютерные технологии в книгопечатании и Imaging technology (англ.)                          |
| 2011 | Вольф, Джек Кейл Джейкобс, Ирвин            | теория информации (Код Слепиана-Вольфа) CDMA                                                   |
| 2012 | Самуэлли, Генри                             | кабельный модем                                                                                |
| 2013 | Купер, Мартин                               | мобильная радиосвязь                                                                           |
| 2014 | Арогясвами Паулрадж                         | MIMO                                                                                           |
| 2015 | Кирстейн, Питер                             | реализация первого сегмента ARPAnet в Европе                                                   |
| 2016 | Паркинсон, Брэдфорд                         | GPS                                                                                            |
| 2017 | Арун Нетравали (Arun Netravali)             | За руководство и технический вклад в развитие цифровых видеосистем и служб                     |
| 2018 | Том Лейтон (F. Thomson Leighton)            | За новаторские разработки технологий доставки контента через Интернет                          |
| 2019 | Пауль Кочер (Paul Kocher), Тахер Эль-Гамаль | За разработку криптографических протоколов SSL/TLS и другие вклады в безопасность коммуникаций |